# Таганрозький десант (1943)
Таганрозький десант був здійснений протягом 29—30 серпня 1943 року силами Азовської військової флотилії у перебігу Донбаської операції 1943 року.

## Передісторія
Біля Таганрога тримав оборону німецький 24-й армійський корпус, котрий входив до складу 6-ї армії (керував генерал Карл-Адольф Голлідт), безпосередньо перед Таганрогом — 111-та піхотна дивізія (керував Герман Рекнагель), з правого боку — 15-та авіапольова дивізія, північніше — 17-та піхотна дивізія.
За задумом командуючого Азовською флотилією контр-адмірала Сергія Горшкова мали відбуватися дії по руйнуванню німецьких приморських комунікацій, створення панічного становища, що б сприяло наступу радянської 44-ї армії (керував Василь Хоменко) Південного фронту на Таганрог. Прохання про здійснення десанту надходить 27 серпня від штабу 44-ї армії до командування Азовської флотилії, Горшков погоджується здійснити десантну операцію західніше Кривої коси.

## Хід операції
Перед північчю 29 серпня біля села Безіменного та хутора Веселого, що західніше Таганрога, висаджується рота 384-го окремого батальйону морської піхоти — 157 бійців з 8 протитанковими рушницями, 6 кулеметами, 4 мінометами; командував десантом керівник батальйону майор Федір Котанов, начальником штабу був лейтенант Костянтин Ольшанський. Рівночасно східніше Таганрогу висаджується допоміжний десант — 55 осіб розвідувальної роти 77-ї стрілецької дивізії 58-ї армії.
До загону здійснення десанту входило 4 артилерійські катери, 3 катери «морський мисливець», у загоні прикриття знаходилися 2 артилерійські катери, 1 «морський мисливець» та 1 торпедний катер. Висадження відбулося непоміченим з німецького боку, бійці приховано проникають у німецькі берегові укріплення, головний десант займається знищенням вогневих точок, після того атакують німецький гарнізон в селі Безіменне — частина зі складу 111-ї піхотної дивізії. Несподіваною нічною атакою німецький гарнізон із села вибитий, німецькі та румунські частини, котрі при відступі зібралися в Безіменному, розсіяні. Втрати противника у цьому бою склали до 200 вбитими, спалено 187 вантажних автомобілів, 52 вози, 6 гармат, 5 складів, 3 танки, які екіпажі покинули, та радіостанція. Допоміжний загін противника не виявив та був забраний катерами.
У німецьких піхотних частинах виникло сум'яття, частини розбігаються та не створили належного збройного опору, з моря до місця висадки десанту у швидкому часі підходить загін німецьких кораблів, радянські джерела описують його величину як: 12 швидкохідних десантних барж, 5 канонерських човнів та 4 катери, вони вступають у бій із загоном прикриття. Під час бою було ушкоджено 3 німецькі кораблі, 2 радянські артилерійські катери загинули разом з екіпажем, 7 червонофлотців були полонені. Після цього німецький корабельний загін відходить від місця висадки десанту.
Наступ радянських сухопутних частин йшов з великим напруженням, просування було повільним, до ранку 30 серпня виникає загроза повного знищення десанту. За таких обставин командуючий Азовською флотилією наказує забрати десантників терміново на кораблі та відвезти їх в Єйськ, не чекаючи підходу німецьких головних сил. Спроби сил Люфтваффе атакувати відпливаючі кораблі були відбиті, радянські зенітники збили 3 літаки.
Один з артилерійських катерів прикриття десанту виявив та перехопив німецький сторожовий катер, що намагався здійснити атаку на кораблі висадки — в тому часі у водах Азовського моря знаходилося два німецькі загони, котрі мали наказ віце-адмірала Густава Кізеріцкі забрати із таганрозького порту німецькі частини та, при можливості, російських колаборантів. У морському бою німецький катер отримав важких ушкоджень та опустив прапора, 10 осіб екіпажу здалися в полон, при буксуванні катер затонув від ушкоджень.
У радянських джерелах зазначається про 2 загиблих та 5 поранених десантників, іще один боєць вважався пропалим безвісти, згодом з'ясувалося, що він, конвоюючи полоненого, не встигнув до посадки на катер. Потім він за допомогою місцевих жителів переховувався в комишах до зайняття села радянськими частинами, та через місяць повернувся до свого батальйону.
У одному із фронтових донесень втрати обчислювалися в 1 вбитого та 10 полонених.
Через кілька годин після повернення в Єйськ десантники знову висаджуються у Таганрозі, того ж дня увечері в місто входять частини 44-ї армії, німецькі сили до того часу вже відійшли звідти, тому десантники без бою займають порт та кораблі, що були там — 10 сейнерів, 2 баржі та 2 катери.
У складі десанту знаходилося 22 майбутні Герої Радянського Союзу.
Розвідник Вартапетян Олександр (Айоз) Григорович в нічному бою убив 6 нацистів та підірвав 2 автомобілі, за що був представлений до медалі «За відвагу», нагороду отримати не встиг — через 10 днів загинув у десанті біля Мелекіного.
Головний редактор газети «Рідне Приазов'я» Сергій Шведко доводить, що в фронтових донесеннях виникла плутанина — насправді десант висаджувався в селі Безіменне Новоазовського району.